# Budynek Wyższego Seminarium Duchownego w Toruniu
Budynek Wyższego Seminarium Duchownego w Toruniu – neogotycka dawna siedziba ewangelickiego seminarium nauczycielskiego, od 1993 roku siedziba Wyższego Seminarium Duchownego. Mieści się przy placu Stefana Wincentego Frelichowskiego 1 na Bydgoskim Przedmieściu w Toruniu. Obiekt figuruje w gminnej ewidencji zabytków (nr 1089).
Budynek sąsiaduje z dawnymi zabudowaniami koszarowymi. Podobnie jak gmach katolickiego seminarium nauczycielskiego (przy ul. Sienkiewicza 30/32) został on zbudowany na obrzeżach Torunia. Został on zaprojektowany w pracowni projektowej kierowanej przez Karla Kleefelda. Oddano go do użytku w 1910 roku. Został zbudowany na planie litery „U”. Przy północnym skrzydle mieściła się sala gimnastyczna, sąsiadująca z częścią mieszkalną dla nauczycieli i budynkiem gospodarczym. Od 1993 roku w budynku mieści się Wyższe Seminarium Duchowne. W następnych latach budynek wyremontowano.